# Karl Kriemler
Karl Johannes Kriemler, auch Carl, (* 27. Juli 1865 in Victoria (British Columbia); † 1. Juni 1936 in Stuttgart) war ein deutscher Bauingenieur und Ingenieurwissenschaftler für Technische Mechanik.

## Beruflicher Werdegang
Kriemler habilitierte sich 1902 bei Friedrich Engesser am Polytechnikum in Karlsruhe (Labile und stabile Gleichgewichtsfiguren vollkommen elastischer auf Biegung beanspruchter Stäbe mit besonderer Berücksichtigung der Knickvorgänge). Er wurde außerordentlicher Professor in Karlsruhe, wobei in Verbindung zu ihm zum ersten Mal der Begriff Technische Mechanik in Zusammenhang mit einer Habilitation oder Professur in Karlsruhe erscheint. 1907 wurde er Professor an der Technischen Hochschule Stuttgart, wo er bis 1919 lehrte (sein Nachfolger war Richard Grammel).
Er war vor allem für Beiträge zur Hydraulik bekannt. Er befasste sich auch mit Gleichgewichtsfiguren und Stabilität elastischer Stäbe (Habilitation), thermodynamischen Betrachtungen in der Festigkeitslehre und der Kraftwirkung von Autos auf Fahrbahnen.

## Schriften
- Einführung in die energetische Baustatik. Einiges über die physikalischen Grundlagen der energetischen Festigkeitslehre. Springer, 1911.
- Technische Mechanik. Ein Lehrbuch der Statik und Dynamik starrer und nachgiebiger Körper. Wittwer, Stuttgart 1915.
- Statik und Festigkeitslehre, Bewegungslehre, Dynamik und Hydraulik. Stuttgart 1929.
- Hydraulik. Die für die Anwendung wichtigsten Lehrsätze aus der Hydrostatik und Hydrodynamik. Wittwer, Stuttgart 1920.